# Didelphis aurita
Didelphis aurita (опосум вухатий) — вид сумчастих ссавців із родини опосумових (Didelphidae). 

## Назва
Видовий епітет лат. auritus, aurita — «вухатий». Оригінальна назва при описі: Didelphys aurita

## Морфологічна характеристика
Дуже нагадує Didelphis marsupialis, підвидом якого свого часу вважався. У D. aurita є помітні позначки на обличчі та помітна чорна лінія по центру чола; вуха у них голі й чорні. Шерсть у них брудно-жовта, з чорними або сірими кінчиками. Довгі чіпкі хвости мають шерсть біля основи. Шерсть при основі хвоста приблизно така ж, як і задні лапи, і принаймні наполовину чорна, а наполовину біла; чорна частина іноді довша. Самці, як правило, більші за самиць. 

## Спосіб життя
Всеїдний, нічний, солітарний, переважно наземний але добре лазить по деревах. До раціону входять членистоногі й фрукти, додатково інші безхребетні й дрібних хребетні. Тварини, що живуть у міських районах споживають продуктове сміття. Ворогами можуть бути хижаки, що присутні в регіоні — оцелот, пума, ягуарунді, ярара.

## Поширення
Проживає в прибережній Бразилії від Баїа до Ріу-Гранді-ду-Сул, на схід від нижнього Ріо-Парагваю та північно-східної Аргентини.
Населяє ліси Атлантики й Аракарії — первинні та вторинні ліси.

## Використання
На цей вид локально полюють для їжі та спорту. На нього також полюють для комерційної торгівлі хутром.

## Загрози й охорона
Про серйозні загрози не відомо, хоча вирубка лісів впливає на деякі субпопуляції (наприклад, східний Парагвай). Цей вид зустрічається в ряді заповідних територій.